# Битка при Армансон
Битката при Армансон (на френски: Armançon) е сражение през късното лято 52 пр.н.е. между германска конница на Гай Юлий Цезар и галския съюз на Верцингеторикс, вожд от племето арверни, на река Армансон (в Кот д'Ор, Франция) по време на Галските войни на Римската република по времето на въстанието на Верцингеторикс. Тит Лабиен е командир при Юлий Цезар.
Римляните побеждават. Верцингеторикс се оттегля 14 km към Алезия.